# 언어의 온도 : 우리의 열아홉
《언어의 온도 : 우리의 열아홉》은 2020년 2월 13일부터 2020년 4월 4일까지 V LIVE에서 처음으로 공개된 웹드라마이다.
매주 두편이 공개되었으며, 4편을 합본하여 2020년 2월 28일부터 2주에 한번, 금요일 오전 12시 10분에 TvN에서 방송되었다.

## 줄거리
오늘을 누구보다 진심으로 살기 위해 애쓰는 열아홉 청춘들의 지금 이 순간, 그들의 마음에 꼭 필요한 언어의 온도는 얼마일까? 어른들은 모르고 아이들은 숨겨온 대한민국 고3들의 리얼 현실 밀착 공감 하이틴 드라마 <언어의 온도 : 우리의 열아홉>

## 방송 시간
| 방송 채널       | 방송 기간                         | 방송 시간 | 방송 분량 |
| --------------- | --------------------------------- | --------- | --------- |
| V LIVE 네이버TV | 2020년 2월 13일 ~ 2020년 4월 4일  | 오후 6시  | 20분      |
| 유튜브          | 2020년 2월 15일 ~ 2020년 4월 9일  | 오후 6시  | 20분      |
| TvN             | 2020년 2월 28일 ~ 2020년 4월 10일 | 00시 10분 | 70분      |

## 등장 인물

### 주요 인물
- 진지희 - 우진아 역
- 강민아 - 한유리 역
- 남윤수 - 이찬솔 역
- 박세현 - 서은빈 역
- 김성현 - 김도윤 역
- 주어진 - 신강욱 역

### 주변 인물

#### 해밀고등학교
- 박세진 - 황세라 역
- 박세원 - 방효정 역
- 이주현 - 송미영 역
- 윤돈선 - 담임선생역

#### 우진아의 가족
- 김예지 - 우진설 역, 진아의 언니
- 소희정 - 김순명 역, 진아의 엄마
- 이성일 - 진아의 아빠

#### 한유리의 가족
- 지한아 - 유리의 엄마

#### 김도윤의 가족
- 이승연 - 도윤의 엄마

#### 명원중학교
- 김하랑 - 김하은 역, 유리의 중학교 친구
- 천희주 - 최소윤 역, 유리의 중학교 친구

## 회차별 제목
- 1화 : 내신등급이 내 인생의 등급일까?
- 2화 : 친구와 나를 비교하게 된다
- 3화 : 더러운 뒷담화의 주인공이 됐다
- 4화 : 나에게 친한 친구가 없는 이유
- 5화 : 여사친에게 지금까지 느낀 적 없던 감정을 느꼈다
- 6화 : 공부도, 우정도 돈이 든다
- 7화 : 고3은 꿈이 없으면 안 된다고?
- 8화 : 입시전쟁의 적은 내 옆자리 친구일까?
- 9화 : 대한민국 고3에게 연애는 사치다?
- 10화 : 엄마가 나를 이해 못하는 이유
- 11화 : 수능 D-100, 전교 1등이 사라졌다
- 12화 : 가출한 친구를 잡으러 갔다
- 13화 : 대학 수시 때문에 베프와 틀어진 이유
- 14화 : 친구를 뒤에서 욕하고 다니는 사람의 최후
- 15화 : 우리의 열아홉, 인생 최악의 날 일어난 반전
- 16화 : 누구에게나 자신만의 바다가 있다